# Fagerli
Fagerli est une localité du comté de Troms, en Norvège.

## Géographie
Administrativement, Fagerli fait partie de la kommune de Lenvik.